# تام روزنبرگ
تام روزنبرگ، تهیه کننده فیلم آمریکایی و همچنین بنیانگذار و رئیس لیک‌شور انترتینمنت است. او جایزه اسکار بهترین فیلم سال ۲۰۰۴ برای بهترین تصویر برای دختر میلیون‌دلاری است.

## فیلمشناسی
- تعهدات (فیلم)
- فینیکس (فیلم ۱۹۹۸)
- جاده آرلینگتون
- عروس فراری (فیلم ۱۹۹۹)
- توفان (فیلم ۱۹۹۹)
- پاییز در نیویورک (فیلم)
- هدیه (فیلم ۲۰۰۰)
- شور ذهن
- پیشگویی‌های مرد شاپرکی (فیلم)
- ننگ بشری
- دنیای مردگان (فیلم ۲۰۰۳)
- ویکر پارک (فیلم)
- دختر میلیون‌دلاری
- غار (فیلم ۲۰۰۵)
- جن‌گیری امیلی رز
- ایان فلاکس (فیلم)
- جهان زیرین: تکامل
- کرانک (فیلم)
- جهان زیرین: ظهور لایکن‌ها
- کرانک: ولتاژ بالا
- جهان زیرین: بیداری
- شماره یک: پول
- من، فرانکنشتاین
- نوارهای واتیکان
- روزگار آدلین
- آخرین شکارچی جادوگر
- پسر (فیلم ۲۰۱۶)
- نغمه آمریکایی (فیلم)
- جهان زیرین: جنگ‌های خونین